# Monte Hacho
Monte Hacho (ve starověku nazývaná Mons Abila) je nízká hora ležící u severního pobřeží Afriky nad španělským městem Ceuta. Vzhledem ke své poloze na jižním pobřeží Gibraltarského průlivu naproti Gibraltaru je někdy považována za jižní z Herkulových sloupů, jindy je ovšem za jižní sloup považována hora Džebel Músá.
Monte Hacho leží na poloostrově Península de Almina, který tvoří většinu z východní části Ceuty, a má na svém vrcholu pevnost Fortaleza de Hacho. Pevnost zde postavili již Byzantinci a dále ji budovali Arabové, Portugalci i Španělé. V současnosti je obsazena Španělskou armádou.
Na Monte Hacho je dále klášter Ermita de San Antonio a památník na Francisca Franca a začátek Španělské občanské války v severní Africe v roce 1936.